# Jaltai konferencia

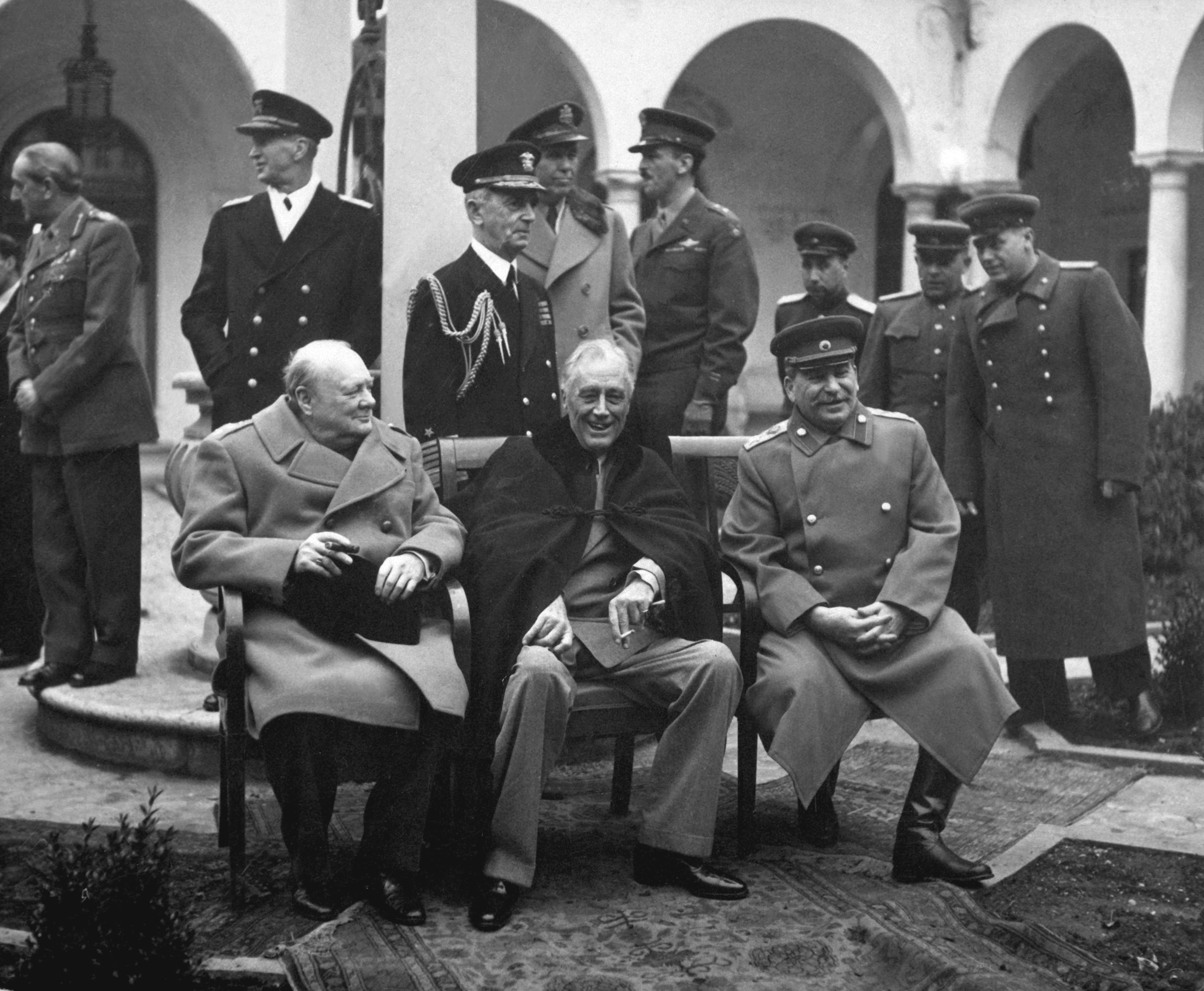
Churchill, Roosevelt és Sztálin a konferencián. Andrew Browne Cunningham, a brit flotta admirálisa és Charles Portal, a RAF marsallja Churchill mögött áll, William D. Leahy, az amerikai haditengerészet admirálisa pedig Roosevelt mögött

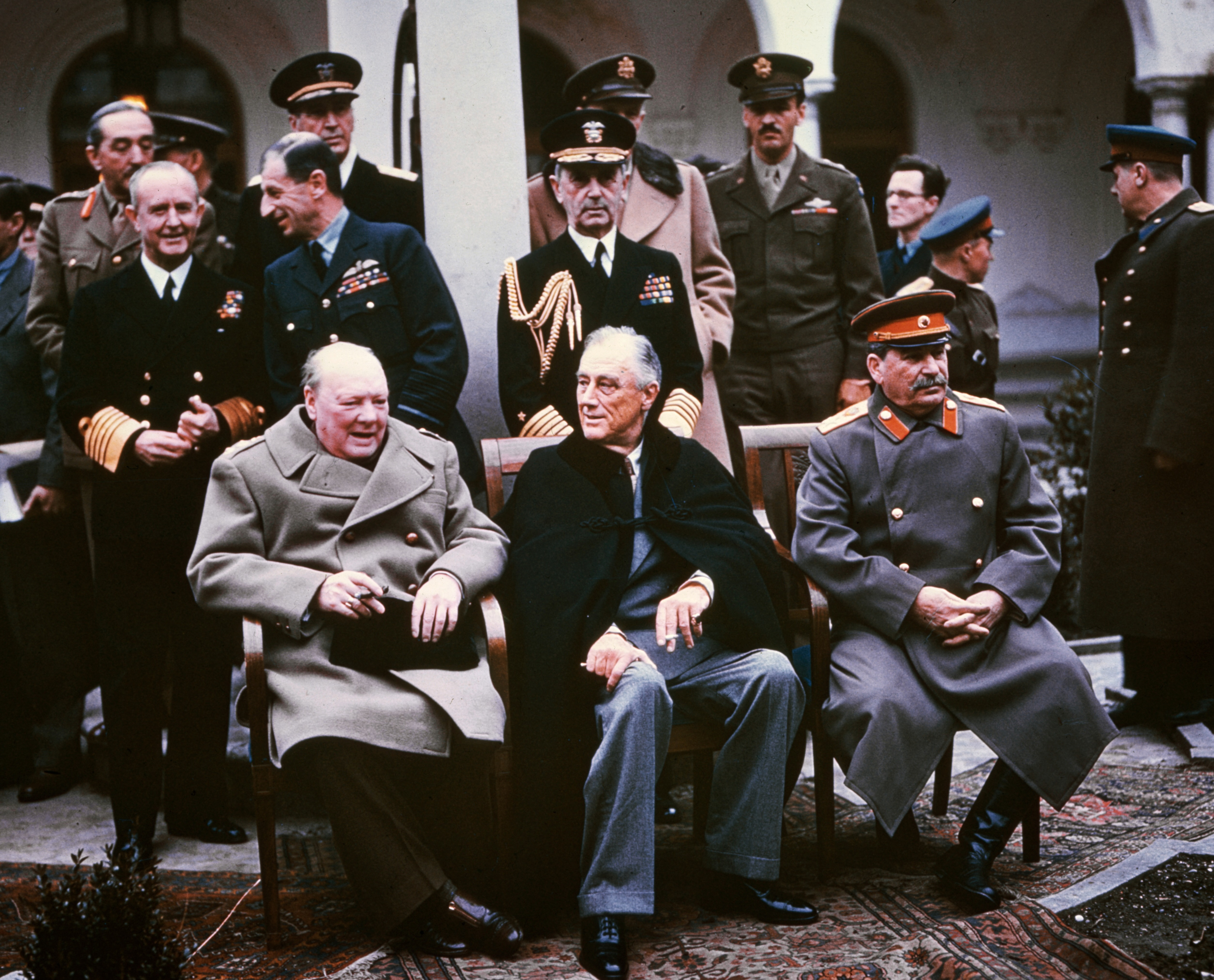
Színes felvétel az értekező három vezetőről és embereikről

A jaltai konferencia (kódnevén Argonauta konferencia) 1945. február 4. és február 11. között zajlott le Jaltában a szövetséges államok vezetői között. Sorrendben ez volt a második találkozó a három nagyhatalom, az Amerikai Egyesült Államok, Egyesült Királyság és a Szovjetunió vezetői között a háború folyamán. Országaikat Franklin D. Roosevelt, Winston Churchill és Joszif Visszarionovics Sztálin képviselte, a konferencia célja a háború befejezése utáni Európa újjászervezésének megvitatása volt. Az értekezletet a Szovjetunióbeli Krím félszigeten, a Jalta közelében fekvő livágyijai palotában tartották. Az ezt megelőző hasonló konferencia színhelye Teheránban, az ezt követőé pedig Potsdamban volt.

## A konferencia
Mindhárom vezető arra törekedett, hogy napirendre tűzzék a háború utáni Németország kormányzásának kérdését. Churchill magatartása jelentősen különbözött Rooseveltétől, mivel az előbbi Sztálint egy aljas rendszer élén álló ördögi tirannusnak tartotta. 1942-ben William Christian Bullitt moszkvai amerikai nagykövetnek arra a prófétai jövendölésére, hogy a „vörös amőba ráfolyik Európára,” Roosevelt így válaszolt a nagykövetnek összegezve Sztálinnal való kapcsolatának alapelvét a háború folyamán:
Én úgy érzem, hogy Sztálin nem ilyen ember. ... és azt hiszem, hogy ha mindent megadok neki, amit csak tudok és semmit nem kérek érte cserébe, noblesse oblige, nem fog elfoglalni semmit és együtt fog működni velem egy demokratikus és békés világért.
A keleti front vonala 1943 decemberében még a Szovjetunió területén húzódott, de 1944 augusztusára a szovjet hadsereg Lengyelországban és Romániában harcolt és következetesen nyomult nyugat felé. A konferencia idejére a Vörös hadsereg Zsukov marsall vezetésével már 65 km-re megközelítette Berlint. Sztálin pozíciója olyan erős volt, hogy úgy érezte, ő diktálhatja a feltételeket. James F. Byrnes, az amerikai delegáció tagja majd később külügyminiszter (Secretary of State) így jellemezte a helyzetet: „nem az volt a kérdés, hogy mit akar a nyugat megengedni az oroszoknak, hanem az, hogy mit engednek meg nekünk az oroszok.” Sőt, Roosevelt remélte, hogy Sztálin kötelezettséget vállal, hogy részt vesz az ENSZ-ben.
Sztálin elutasította Roosevelt javaslatát, hogy a konferenciát a Földközi-tenger térségében tartsák meg azzal érvelve, hogy orvosai eltiltották a hosszú utazástól. Helyette felajánlotta, hogy találkozzanak a Krím félszigeten Jalta fekete-tengeri üdülőhelyen. Mindegyik vezető javasolt napirendi témákat a konferenciára: Roosevelt szovjet támogatást kért az Egyesült Államok csendes-óceáni háborújához a japánok ellen, különösképpen Japán megszállásához. Churchill forszírozta a szabad választások és demokratikus kormányok létrehozását Kelet- és Közép-Európában (különösen Lengyelországban). Sztálin ugyanerre a területre szovjet politikai befolyást követelt különös tekintettel a Szovjetunió nemzetbiztonságának stratégiai szempontjaira.
A szovjet napirendi javaslat első pontja Lengyelország volt. Sztálin kijelentette, hogy a szovjet kormány számára Lengyelország létkérdés, mivel Lengyelország a történelem folyamán többször kapu volt, melyen keresztül az ellenség Oroszországot megtámadta. Sztálin még hozzátette, hogy a „mivel az oroszok sok bűnt követtek el Lengyelország ellen,” „a szovjet kormány megkísérel vezekelni ezekért a bűnökért.” Sztálin kijelentette, hogy a fentiek miatt „Lengyelországnak erősnek kell lennie” és „a szovjet kormány érdekelt egy hatalmas, erős és független Lengyelország megalkotásában.” Sztálin leszögezte, hogy az emigráns lengyel kormány követelése nem lehet tárgyalási alap: a Szovjetunió megtartja az 1939-ben a Curzon-vonalon túliannektált kelet-lengyelországi területeket és Lengyelországot kárpótolni fogják azzal, hogy nyugati határait kitolják Németország rovására. Amennyiben ebben megegyeznek, Sztálin szabad választásokat ígért Lengyelországban, annak ellenére, hogy már a Szovjetunió által támogatott kormány fennhatósága alá kerültek az ország megszállt keleti részei.
Roosevelt azt akarta, hogy a Szovjetunió lépjen be a csendes-óceáni háborúba a szövetségesek oldalán. A japán elleni szovjet hadüzenet egyik feltételéül azt szabták, hogy Amerika ismerje el Mongólia függetlenségét Kínától és a szovjet érdekeket a mandzsúriai vasutaknál és Port Arthurnál. Ezeket a követeléseket elfogadták Kína részvétele vagy beleegyezése nélkül. Sztálin kötelezettséget vállalt arra hogy Németország leverése után három hónappal belép a csendes-óceáni háborúba.

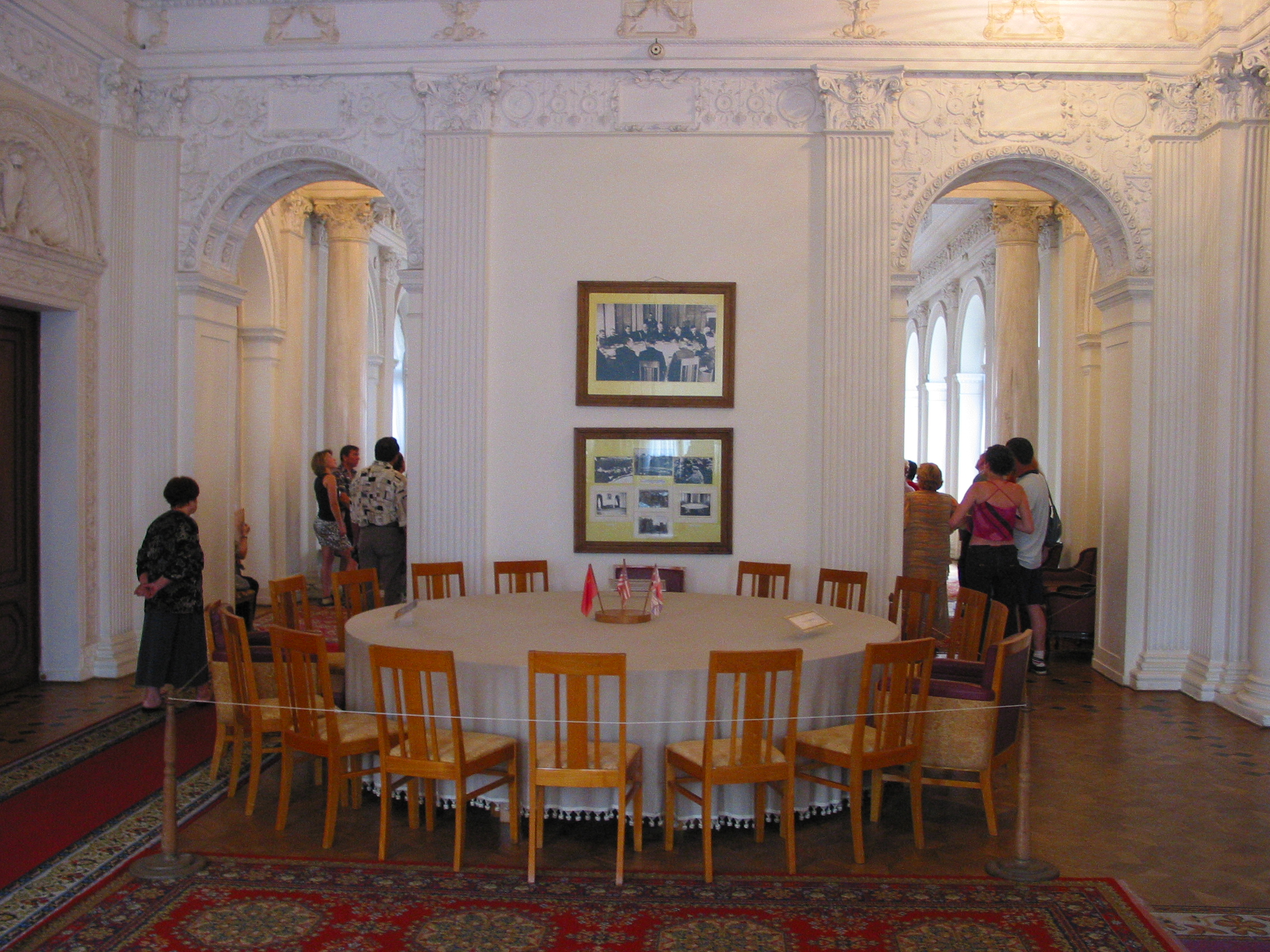
A tanácskozás színhelye

Roosevelt rábólintott Sztálin kívánságára, mivel szerette volna, ha a Szovjetunió támogatná az ENSZ megalakítását. Később sok amerikai úgy ítélte, hogy a jaltai konferencia kiárusította a nyugati érdekeket, felbátorította a szovjet terjeszkedést Japán és Ázsia irányába és lehetővé tették a megállapodások Sztálin számára a szocialista tábor megalakítását. A szovjet fél elfogadta az ENSZ-hez való csatlakozást azzal a titkos záradékkal, hogy a Biztonsági Tanács állandó tagjainak vétójoga lesz, vagyis megakadályozhatja a nem kívánt határozatok meghozatalát. 
A konferencia idején a Vörös hadsereg Kelet-Európa nagy részét már elfoglalta és megszállva tartotta, háromszor nagyobb területet mint a nyugati szövetségesek. A felszabadított Európa deklarációja csak kismértékben tért el a fegyverszüneti szerződésekben később rögzített befolyási övezetektől.
Mindhárom vezető megerősítette korábbi egyezményeit Németország háború utáni zónákra osztásáról. Három zónáról állapodtak meg: szovjet, brit és amerikai zónáról. Később Franciaország is kapott egy zónát, melyet a brit és amerikai zónából hasítottak ki. Berlint magát is három szektorra bontották, bár az egész város a szovjet zóna területén feküdt.
A fentieken kívül megállapodtak abban, hogy a németek által megszállt országokban a korábbi kormányokat helyezik vissza Franciaország kivételével, amelynek kormányát kollaboránsnak ítélték valamint Romániában és Bulgáriában, ahol a szovjet hatóságok már eltávolították a korábbi kormány tagjainak többségét. Sztálin követelésére kihagyták a restaurációból az emigráns lengyel kormányt is, viszont megállapodtak abban, hogy minden polgári személyt repatriálnak.

## Az egyezmény főbb pontjai

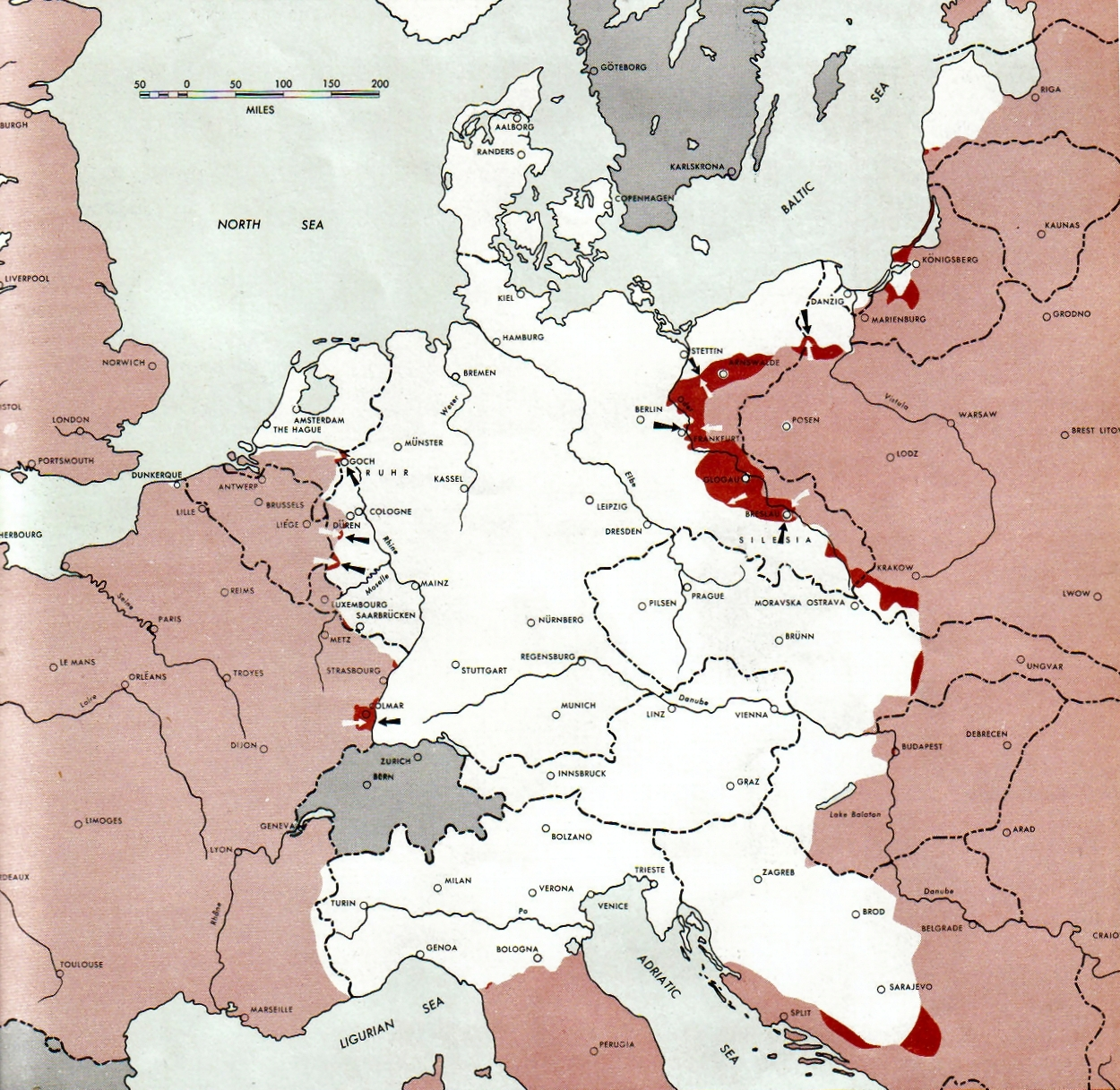
Katonai helyzet a konferencia végén

A találkozó főbb pontjai az alábbiak voltak:
- Egyezmény a náci Németország feltétel nélküli megadásának elsőbbségéről. A háború után Németország és Berlin három megszállási zónára oszlik.
- Felszólítják Franciaországot egy negyedik megszállási zóna létesítésére.
- Németországot demilitarizálni kell.
- Háborús bűnösök bíróság elé állítása.
- Németországnak az okozott háborús károk fejében természetbeni jóvátételt kell teljesítenie.
- Szövetséges Ellenőrző Tanács létrehozása.[10]